# Anonyx bispinosus
Anonyx bispinosus is een vlokreeftensoort uit de familie van de Uristidae. De wetenschappelijke naam van de soort is voor het eerst geldig gepubliceerd in 1967 door Steele.